# Reuzenvirussen

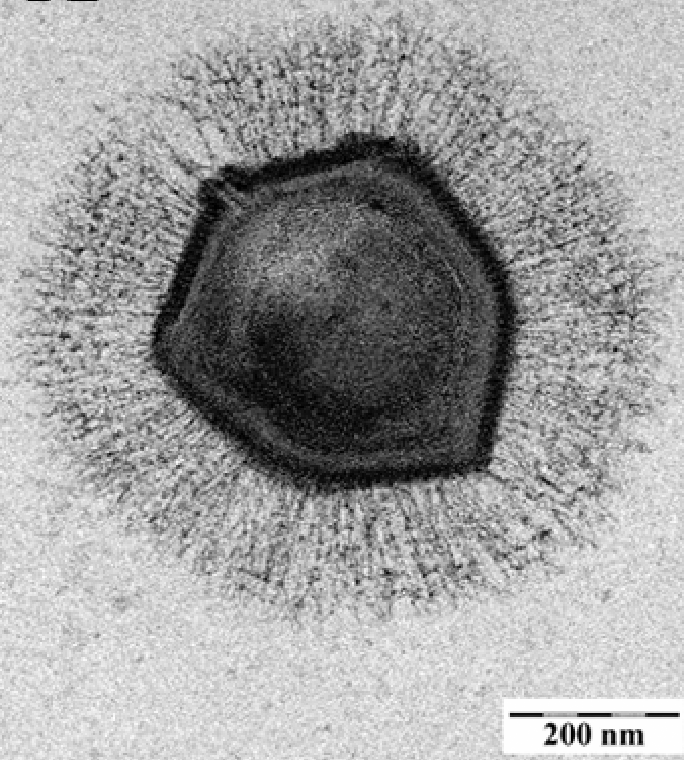
Mimivirus onder een elektronenmicroscoop

Reuzenvirussen zijn een groep zeer grote virussen die onder een lichtmicroscoop kunnen worden gezien.
De genomen van de reuzenvirussen zijn extreem groot en bevatten vaak genen die coderen voor componenten van eiwitsynthese, wat nog niet werd gezien bij andere virussen. Bovendien zijn sommige genen die zijn geïdentificeerd in vertegenwoordigers van deze groep virussen onbekend bij andere organismen. 
Bij sommige reuzenvirussen is de capside omgeven door een speciaal tegument (eiwitomhulsel). De meeste reuzenvirussen infecteren protisten, kleine eencellige eukaryoten. Sommige reuzenvirussen worden geparasiteerd door virofagen. Men gelooft dat reuzenvirussen onschadelijk zijn voor mensen, maar er komen steeds meer feiten (zie hieronder) naar voren die het tegenovergestelde aangeven.
Volgens ICTV-gegevens voor 2018 worden twee families van reuzenvirussen erkend: Mimiviridae en Marseilleviridae.
Soms wordt de term "girussen" gebruikt voor reuzenvirussen.

## Interactie met de mens
Reuzenvirussen zijn zeer wijdverbreid in de natuur: ze werden gevonden in monsters van zee- en zoet water, maar ook in bodemmonsters die over de hele wereld zijn verzameld. Hun gastheeramoeben zijn ook zeer wijdverbreid en leven vaak naast mensen. Sommige reuzenvirussen, namelijk mimivirussen, werden geïsoleerd uit verschillende dieren - oesters, bloedzuigers, apen en koeien. Het marseillevirus werd geïsoleerd uit dipteranen en het faustovirus werd ooit gevonden in het lichaam van een bijtende mug.
Reuzenvirussen zijn herhaaldelijk gevonden in biologisch materiaal dat van mensen is afgenomen. Ze zijn aangetroffen in de ontlasting en het bloed van gezonde mensen, schaafwonden van de bovenste luchtwegen van patiënten met longontsteking en zelfs in contactlensvloeistof die wordt gebruikt door patiënten met keratitis. In 2013 werd het Marseillevirus gevonden in het bloed en de lymfeklieren van een elf maanden oud kind met adenitis. Reuzenvirussen  worden vaak gevonden in menselijke metagenomische gegevens. Zo werden sequenties, die waarschijnlijk tot mimivirussen behoren, gevonden in menselijke feces en coprolieten, speeksel en vaginale mucosa. Virrofaag-gerelateerde sequenties worden gevonden in het maag-darmkanaal. Pandoravirus, Pithovirus en Faustovirus zijn geïdentificeerd in het bloedplasma van patiënten die lijden aan verschillende leverpathologieën.